# Василевська Іванна Іванівна
 Василе́вська Іва́нна Іва́нівна  (*1 липня 1980, Міцівці) — українська письменниця (прозаїк). Член Національної спілки письменників України (2006).

## Біографія
Народилася 1 липня 1980 року в селі Міцівці Дунаєвецького району Хмельницької області. Закінчила Кам'янець-Подільський університет (історичний факультет за фахом «Політологія»).

Учасниця всеукраїнської наради молодих літераторів (м. Ялта), проекту «Популяризація української мови в східних регіонах України».

## Творчість
Авторка книжок прози:

- «Неголлівудський сценарій» (2005);
- «Приручити щастя» (2008).

Публікації в часописах «Гранословіє» (Київ), «Дзвін» (Львів).

## Нагороди, премії
- Переможець Міжнародного літературного конкурсу «Гранослов» (2004).